# Pericallia khandalla
Pericallia khandalla là một loài bướm đêm thuộc phân họ Arctiinae, họ Erebidae.